# 521-й стрелковый полк
521-й стрелковый полк — воинская часть Красной армии, сформированное на территории СибВО в 1939 году в составе 133-й стрелковой дивизии.

## История формирования полка
521-й стрелковый полк 133-й стрелковой дивизии был сформирован на основании приказа Военного Совета СибВО о формировании 133-й стрелковой дивизии в период с 8 сентября по 25 октября 1939 года. Базой формирования дивизии стало управление 78-й стрелковой дивизии и её приписной состав, проживающий в населённых пунктах Алтая и Сибири. Часть командиров и комиссаров получила боевой опыт на озере Хасан, Халхин-Голе и в Испании.
В апреле 1941 года в здании городского суда города Куйбышева Новосибирской области квартировался кадрированный 521-й стрелковый полк 133-й стрелковой дивизии
Полк развёртывался в апреле — мае 1941 года на квартирах в Куйбышеве и Барабинске.
Первоначально дивизия состояла из двух (418-го, 521-го) стрелковых полков.
В марте 1941 года в состав 133-й стрелковой дивизии был включён 681-й стрелковый полк.
На второй день с начала Великой Отечественной войны 521-й полк был доведён до штата военного времени. 521-й стрелковый полк под командованием подполковника Герасимова в составе дивизии убыл на фронт с железнодорожной станции города Новосибирска.

## В Действующей армии
Пока боестолкновений с противником на участке не было, второй батальон полка передали в оперативное подчинение 16-й армии, и в боях в районе Ярцево он потерял 70 % личного состава.
Прибыв к 7 июля в район Вязьмы, полк в составе дивизии вошёл в состав 24-й армии и занял оборону по восточному берегу реки Днепр, где находилась до 1 сентября 1941 года (совершенствовал оборонительные рубежи, занимался боевой подготовкой).
521-й полк для восполнения потерь второго батальона получил пополнение в количестве 430 человек и занял оборону на линии от деревни Жаберо до станции Охват, где располагались армейские склады, полевые мастерские и госпиталь.
В начале сентября она была переброшена на великолукское направление в район города Андреаполь и в составе 22-й армии Западного фронта вела тяжёлые оборонительные бои.
В боях у села Клементьево на подступах к Подмосковной Рузе 20-21-го октября 1941 года сводный отряд 133-й стрелковой дивизии командира 521-го стрелкового полка, подполковника Александра Герасимовича Герасимова уничтожил семнадцать немецких танков.
Подполковник Герасимов организовал и умело руководил боевыми действиями сводного отряда. 22 октября 1941 года двести бойцов, вооружённых одним ранцевым огнемётом, одним пулемётом, гранатами и бутылками с «коктейлем Молотова», за полчаса уничтожили ещё восемь немецких танков, двигавшихся с пехотой на броне по направлению Рузы. Немцы посчитали, что против них действует целая дивизия.
Отряд Герасимова, израсходовав боезапас, отступил к Рузе, где уже находились отошедшие после упорных боёв на Бородинском поле и у Можайска бойцы 32-й стрелковой дивизии полковника Виктора Ивановича Полосухина
Для ликвидации прорыва на Звенигородском направлении в 5-й армии был создан сводный отряд, но все его подразделения не успели занять позиции и брешь заткнули бойцами одного батальона 521-го полка 133-й дивизии, которые сумели задержать противника на сутки. Их героические действия позволили развернуть 144-ю стрелковую дивизию и закрыть фронт.

## Командный состав 521-го стрелкового полка

### Командир полка
- подполковник Александр Герасимович Герасимов — (29.01.1940 — 09.07.1941)
- капитан Власов Геннадий Максимович — (… — 14.02.1942), погиб 14.02.1942 года

## Командный состав 53-го гвардейского стрелкового полка
(новая нумерация части с 20.04.1942 года)

### Командир полка
- Кузьмин Иван Михайлович — (17.03.1942 — 20.06.1942)
- Воронин Семён Иванович — (20.06.1942 — 30.11.1942)
- Пруцаков Иван Савельевич — (с 30.11.1942)
- Кузьмин Иван Михайлович — (02.09(?).1942 — 29.12.1942)